# Alfonso Leng
Alfonso Leng (født 11. februar 1894 i Santiago Chile, død 11. november 1974) var en chilensk komponist og tandlæge.
Leng er nok mest kendt for at have skrevet det første symfoniske digt i chilensk tradition, La Muerte de Alcino. Han komponerede i post-romantisk stil.
Han har også skrevet klavermusik, sange, orkesterværker etc. 
Leng vandt den nationale kunstpris i Chile i 1957.
Leng var også grundlæggeren af Dentist Faculty of the Universidad de Chile, og blev senere rektor. 

## Udvalgte værker
- "La Muerte de Alcino" (Alcinos død) (1922) – (Symfonisk digtning) - for orkester
- "Andante" (1905) - for strygeorkester
- "Doloras" (1914) (klaverstykker) - for klaver